# Luis Javier Lukin
Luis Javier Lukin Morentín (Oteiza, 5 agosto 1963) è un ex ciclista su strada spagnolo.
Professionista dal 1986 al 1992, terminò i tre Grandi Giri nel 1988.

## Carriera
Gregario di Pedro Delgado e Miguel Indurain, non ottenne vittorie da professionista. Tra i principali piazzamenti si segnalano il terzo posto alla Vuelta a Cantabria e il quarto alla Prueba Villafranca de Ordizia nel 1987. Partecipò cinque volte alla Vuelta a España, cinque volte al Tour de France e due volte al Giro d'Italia; è tra i pochi corridori ad aver concluso le tre prove nello stesso anno, nel 1988.

## Palmarès

### Altri successi
- 1990

Gran Premio Navarra (Estella)

## Piazzamenti

### Grandi giri
- Giro d'Italia:

1988: 32º
1992: 77º
- Tour de France

1987: ritirato (14ª tappa)
1988: 82º
1989: 56º
1990: ritirato (17ª tappa)
1991: 119º
- Vuelta a España:

1986: 55º
1987: 52º
1988: 60º
1989: 73º
1990: 49º

### Classiche
- Milano-Sanremo

1989: 84º